# Eisenbahnunfall von Champa
Bei dem Eisenbahnunfall von Champa entgleiste am 14. September 1997 der Ahmedabad–Howrah Express beim Bahnhof Champa, im Distrikt Bilaspur, zum Zeitpunkt des Unfalls Bundesstaat Madhya Pradesh, seit 2000 Bundesstaat Chhattisgarh, Indien, und Teile des Zuges stürzten in ein Flussbett. Mindestens 77 Menschen starben.

## Ausgangslage
Der Schnellzug Nr. 8033 war von Ahmedabad nach Haora unterwegs. Die Strecke überquert westlich des Bahnhofs Champa den Fluss Hansdeo auf der Eisenbahnbrücke Nr. 46, die zwischen den Bahnhöfen Champa und Nila liegt. An der Brücke fanden Bauarbeiten statt, die um 17 Uhr beendet sein sollten. Dabei waren auch Stücke aus dem im Übrigen hier durchgehend verschweißten Gleis entnommen worden. Der Zug näherte sich gegen 17:30 der Brücke.

## Unfallhergang
Die Bauarbeiten wurden jedoch auch nach 17 Uhr noch fortgesetzt. Der Lokomotivführer war darüber nicht unterrichtet und fuhr mit der üblichen Geschwindigkeit auf die Brücke zu. Erst 40 Meter vor der Baustelle – vorgeschrieben waren 500 Meter – wurde ihm mit einer roten Flagge signalisiert, anzuhalten. Er leitete sofort eine Notbremsung ein. Der verbleibende Bremsweg war aber nicht lang genug, um zu verhindern, dass der Zug auf die Brücke und in die Baustelle hinein fuhr. Dort entgleisten sieben Wagen des Zuges und fünf davon stürzten zum Teil auf eine Straße, die ebenfalls unter der Brücke durchführt, und in das felsige Flussbett. Ein Wagen stürzte auf einen anderen und zertrümmerte ihn. Ein sechster Wagen blieb in prekärer Lage auf der Brücke hängen.

## Folgen
Mindestens 77 Menschen starben, 234 wurden darüber hinaus verletzt. Nach anderen Quellen lag die Zahl der Toten aber wesentlich höher, 250 wurden darüber hinaus verletzt. Die Indische Staatsbahn wollte nicht ausschließen, dass Terroristen am Werk gewesen seien. Der Lokführer überlebte, sein Beimann verunglückte bei dem Unfall tödlich.
Der für die Sicherung der Bauarbeiten Hauptverantwortliche floh. Zwei weitere Verantwortliche für die Sicherheit der Baustelle wurden festgenommen.
Die Rettungsarbeiten erwiesen sich als schwierig, da lange kein Schweißbrenner vorhanden war, um die Wagen aufzuschneiden und kein Kran, um sie hochzuheben.